# Kerur
Kerur é uma panchayat (vila) no distrito de Bagalkot, no estado indiano de Karnataka.

## Geografia
Kerur está localizada a 16° 01′ N, 75° 34′ L. Tem uma altitude média de 617 metros (2024 pés).

## Demografia
Segundo o censo de 2001, Kerur tinha uma população de 17 206 habitantes. Os indivíduos do sexo masculino constituem 50% da população e os do sexo feminino 50%. Kerur tem uma taxa de literacia de 58%, inferior à média nacional de 59,5%: a literacia no sexo masculino é de 69% e no sexo feminino é de 48%. Em Kerur, 14% da população está abaixo dos 6 anos de idade.